# Dicamptus brevicornis
Dicamptus brevicornis là một loài tò vò trong họ Ichneumonidae.